# 이유준
이유준(1982년 11월 24일 ~ )은 대한민국의 배우이다.

## 출연작

### 영화
- 2009년 《바람》 - 뜩이 역
- 2011년 《히트》 - 마스크맨 / 선녀 매니저 역
- 2012년 《범죄와의 전쟁: 나쁜놈들 전성시대》 - 판호조직원 9 역
- 2013년 《파파로티》 - 도끼 역
- 2014년 《조선미녀삼총사》 - 간난 역
- 2014년 《황제를 위하여》 - 종호 역
- 2018년 《살인소설》 - 승표 역
- 2018년 《암수살인》 - 박 사장 역
- 2018년 《뷰티풀 데이즈》 - 황 사장 역
- 2018년 《인간의 시간》 - 등치 역
- 2019년 《퍼펙트맨》 - 클럽양아치 역 (특별출연)
- 2021년 《미드나이트》 - 싸인남 역 (특별출연)
- 2022년 《싱어송》 - 양준범 역
- 2022년 《공기살인》 - 양 계장 역
- 2023년 《빈틈 없는 사이》 - 정재영 역

### 드라마
- 2010년 KBS2 단막극 《KBS 드라마 스페셜 - 달팽이 고시원》 ... 따식이 역
- 2011년 KBS2 설날특집극 《영도다리를 건너다》 ... 담임선생님 역
- 2011년 SBS 저녁 일일연속극 《내 딸 꽃님이》 ... 환자 보호자 역
- 2012년 SBS 월화 미니시리즈 《패션왕》 ... 어깨역 역
- 2013년 JTBC 월화 미니시리즈 《무정도시》 ... 필준 역
- 2013년 tvN 금토 미니시리즈 《응답하라 1994》 ... 쓰레기의 고향 선배 역 (특별출연)
- 2014년 KBS2 주말연속극 《참 좋은 시절》 ... 봉국수 역
- 2014년 SBS 드라마 스페셜 《내겐 너무 사랑스러운 그녀》 ... 불곰 역
- 2015년 JTBC 금토 미니시리즈 《순정에 반하다》
- 2015년 TV조선 & tvN 단막극《위대한 이야기 - 광장시장 사람들》 ... 상준 역
- 2016년 tvN 금토 미니시리즈 《시그널》 ... 정헌기 역
- 2016년 KBS2 단막극 《KBS 드라마 스페셜 - 빨간선생님》 ... 서용수 역
- 2016년 KBS2 단막극 《KBS 드라마 스페셜 - 국시집 여자》
- 2016년 KBS2 단막극 《KBS 드라마 스페셜 - 웃음실격》 ... 주먹태 역
- 2017년 tvN 월화 미니시리즈 《그녀는 거짓말을 너무 사랑해》 ... 실장 역
- 2017년 KBS2 수목 미니시리즈 《추리의 여왕》 ... 박원호 역
- 2017년 SBS 드라마 스페셜 《당신이 잠든 사이에》 ... 오경한 역
- 2017년 OCN 월화 미니시리즈 《멜로홀릭》 ... 김 순경 역
- 2018년 tvN 수목 미니시리즈 《김비서가 왜 그럴까》 ... 정치인 역
- 2018년 KBS2 단막극 《KBS 드라마 스페셜 - 너무 한낮의 연애》
- 2019년 JTBC 금토 미니시리즈 《나의 나라》 ... 정범 역
- 2021년 SBS 금토 미니시리즈 《모범택시》 ... 왕민호 역
- 2022년 MBC 금토 미니시리즈 《빅마우스》 ... 한재호 역
- 2023년 SBS 금토 미니시리즈 《악귀》 ... 정헌기 역
- 2023년 tvN 주말 미니시리즈 《무인도의 디바》 ... 서정호 역 (특별출연)
- 2023년~2024년 ENA 수목 미니시리즈 《모래에도 꽃이 핀다》 ... 김한라 역
- 2024년 ENA 월화 미니시리즈 《크래시》 ... 양석찬 역
- 2024년 JTBC 수목 미니시리즈 《놀아주는 여자》 … 정만호 역
- 2024년 tvN 단막극 《O'PENing - 아들이 죽었다》
- 2025년 SBS 금토 미니시리즈 《보물섬》 ... 배원배 역